# Labochilus felix
Labochilus felix är en stekelart som beskrevs av Guichard 1986. Labochilus felix ingår i släktet Labochilus och familjen Eumenidae. Inga underarter finns listade i Catalogue of Life.